# Jerzy Siepak
Jerzy Siepak (ur. 14 sierpnia 1943 w Czechach koło Kłecka, zm. 29 czerwca 2024) – profesor zwyczajny nauk chemicznych, pracownik naukowy Uniwersytetu im. Adama Mickiewicza w Poznaniu.

## Życiorys
Ukończył Szkołę Podstawową w Kłecku. Absolwent Gimnazjum i Liceum im. Bolesława Chrobrego w Gnieźnie, gdzie w 1961 zdał maturę. W 1967 ukończył studia chemiczne na Uniwersytecie im. Adama Mickiewicza w Poznaniu. Odbył staże zagraniczne w Teksasie, Belgradzie, Plowdiw, Brnie i Karlsruhe. 6 czerwca 1974 odbył rozprawę doktorską, zaś 12 stycznia 1989 rozprawę habilitacyjną pod tytułem Właściwości i zastosowania w chemii analitycznej nowych kompleksonów fosforoorganicznych.
W 2001 uzyskał tytuł profesora nauk chemicznych. Rzeczoznawca Polskiego Zrzeszenia Inżynierów i Techników Sanitarnych NOT (1991), rzeczoznawca Ministerstwa Ochrony Środowiska, Zasobów Naturalnych i Leśnictwa (1992). Od 1995 pełnomocnik rektora Uniwersytetu im. Adama Mickiewicza w Collegium Polonicum w Słubicach. Ekspert Polskiej Izby Ekologii (2003). W 2005 nagrodzony tytułem Honorowy Obywatel Słubic.
Promotor 13 prac doktorskich, recenzent 47 prac doktorskich i habilitacyjnych, kierownik 5 prac badawczo-naukowych. Autor ponad 100 publikacji w języku polskim i angielskim.
Zmarł 29 czerwca 2024 roku. 8 lipca 2024 roku po mszy pogrzebowej w kościele pod wezwaniem Narodzenia Pańskiego w Poznaniu, został pochowany na cmentarzu komunalnym Miłostowo w Poznaniu.